# Яськевич Тарас
Яськевич Тарас Олександрович, Taras Jaskewycz (22 липня 1920, Ляцьке-Шляхецьке — 15 серпня 2013, Мельбурн), хімік родом зі Станиславова.
Студіював у Відні, Дармштадті, Ґеттінґені, Аделаїді і Мельбурні, автор кількох винаходів. 1972 здобув високе відзначення («Феловшип») Королівського австралійського хімічного інституту за винаходи в промисловій хімії.
Дружина — Софія (Зофія), Zofia Jaskewycz (nee Rospond) (10 квітня 1934 — 17 серпня 2014 року), дітей не було.